# Stazione di Manfredonia Città
La stazione di Manfredonia Città è stata la stazione terminale della Ferrovia Foggia-Manfredonia tra la fine degli anni trenta e il 1989 quando, a causa del traffico della città e della mancanza di protezioni di sicurezza della struttura ferroviaria, la stazione venne definitivamente dismessa.

## Storia
All'apertura nel 1885 della ferrovia Foggia - Manfredonia, la città di Manfredonia ebbe la sua stazione (ridiventata in seguito quella terminale) nell'estrema periferia e quindi scomoda da raggiungere. Negli anni trenta, dato il forte afflusso di viaggiatori soprattutto nel periodo balneare, venne deciso di prolungare la ferrovia fino al centro della città: nel 1934 venne inaugurato il binario che portava al centro terminando con un tronchino munito di un paraurti e un marciapiede, che prese il nome di Manfredonia Città. Il 22 gennaio 1942 fu attivato anche un binario che conduceva a Manfredonia Marittima, munita di un raddoppio sulla banchina, a servizio del porto. 
La fermata era situata in Piazza Marconi: tuttavia non si trattava di una stazione vera e propria, ma di un unico binario servito da banchina che costringeva, specialmente nel caso dei treni di materiale ordinario trainati da locomotiva a vapore, ad un difficoltoso regresso attraverso le strade cittadine.
Vista la difficile ubicazione della fermata, che era praticamente a raso con la sede stradale e le poche protezioni, senza contare i numerosi disagi per i treni, si decise che durante il periodo estivo i treni ordinari fossero limitati alla stazione di Manfredonia Campagna; questo fino al 1989, quando la stazione venne chiusa definitivamente.

## Dati ferroviari
La stazione non aveva alcun fabbricato viaggiatori, ma soltanto un binario tronco servito da un marciapiede: alla chiusura della stazione è stato tutto smantellato.

## Movimento passeggeri e ferroviario
La stazione era particolarmente utilizzata sia in inverno da pendolari, sia in estate da turisti: tuttavia la sua sfavorevole posizione, più simile a una linea tranviaria, l'ha portata alla chiusura. I treni che partivano dalla stazione erano diretti a Foggia.